# 克萊蒙特 (特拉華州)
克萊蒙特（英語：Claymont）是位於美國特拉華州紐卡斯爾縣的一個人口普查指定地區。

## 地理
克萊蒙特的座標為39°48′02″N 75°27′35″W / 39.80056°N 75.45972°W，而該地最高點為海拔高度23米（即75英尺）。

## 人口
根據2010年美國人口普查的數據，克萊蒙特的面積為5.50平方千米，當中陸地面積為5.50平方千米，而水域面積為0.00平方千米。當地共有人口8253人，而人口密度為每平方千米1,500人。